# 尼爾·卡夫托
尼爾·卡夫托（Neil Cavuto，1958年9月22日—）是美國的一位電視主播、政治評論家和商業記者，在福斯廣播公司工作。他擁有三個自己的冠名節目，其中兩個在福斯新聞台，另一個在其姊妹頻道福斯財經網。卡夫托出生在紐約州，成長在康涅狄格州，擁有美國大學的碩士學位。在加入福斯廣播公司之前，他也曾在CNBC等電視台工作。 

## 外部連結
- Neil Cavuto's Bio on FoxBusiness.com
- Why More Than Money? – Cavuto on his first book. 2004-08-31
- Neil Cavuto （页面存档备份，存于） on The Daily Show
- 尼爾·卡夫托的X（前Twitter）
- 尼爾·卡夫托的Facebook專頁
- C-SPAN內的頁面（英文）